# Välordningsaxiomet
Välordningsaxiomet eller välordningsprincipen, är inom matematiken ett axiom (eventuellt en princip) enligt vilken varje icke-tom mängd av positiva heltal har ett minsta element. Med andra ord är mängden av positiva heltal en välordnad mängd. Välordningsaxiomet används ofta som en del av heltalens definition.
Välordningsprincipen ses ibland som synonym till välordningsaxiomet. Vid andra tillfällen förstås den som antagandet att mängden heltal {…, −2, −1, 0, 1, 2, 3, …} innehåller en välordnad delmängd kallad naturliga tal, i vilken varje icke-tom delmängd innehåller ett minsta element.
Beroende på i vilket sammanhang de naturliga talen introduceras, är denna egenskap hos mängden naturliga tal endera ett axiom eller ett bevisbart teorem.

## Exempel
Låt A vara mängden av de positiva heltal som ligger mellan 0 och 1. Vi vill visa att denna mängd är tom.
Antag att mängden inte är tom. Det finns då ett minsta element i A, som kan kallas a. Härav följer att även a2, vilket är mindre än a,  tillhör A. Detta strider dock mot definitionen av a, vilket medför att mängden är tom.

## Induktion
Välordningsaxiomet gör induktionsbevis tillåtna. Omvänt kan man från antagandet att induktionsbevis är tillåtna visa att välordningsaxiomet gäller för de positiva heltalen.